# Plaina desengrossadeira

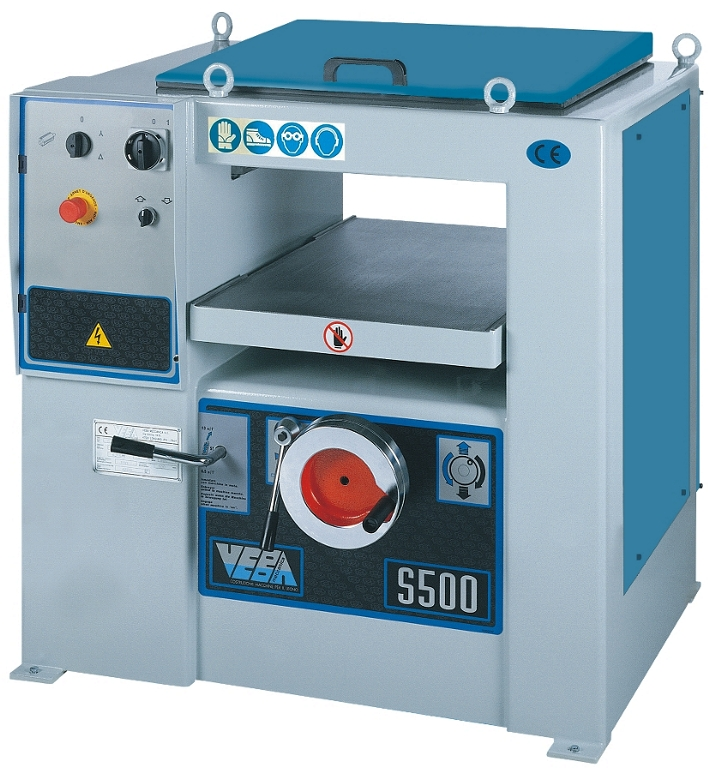
Desengrossadeira

Uma plaina desengrossadeira (também conhecida como desengrossadeira, plaina ou, em inglês, thickness planer) é uma ferramenta de marcenaria utilizada para plainar tábuas de madeira de modo que possuam uma espessura consistente em todo o seu cumprimento. A ferramenta funciona utilizando um lado já plano da tábua como referência, desbastando o outro lado para a espessura ajustada. Para conseguir uma tábua completamente reta e plana com uma plaina desengrossadeira, é necessário que o lado da tábua utilizado como referência esteja plano e reto. Para se obter uma superfície consistente, plana e reta, é necessário utilizar uma plaina desempenadeira.

### Funcionamento
Diferentemente de uma plaina desempenadeira, onde a cabeça de corte é instalada na mesa da ferramenta, na plaina desengrossadeira a cabeça de corte é posicionada na parte de cima da ferramenta. A plaina desempenadeira possui vantagem em produzir a primeira superfície plana pois usa como referência de corte sua própria mesa; entretanto, a plaina desengrossadeira possui vantagem em produzir tábuas com espessura consistente pois utiliza como referência a própria tábua, evitando que erros na operação do equipamento produzam tábuas afuniladas e com espessura variável.
Uma plaina desengrossadeira é composta de três elementos principais: Uma cabeça de corte, que contém as lâminas; um jogo de roletes, que puxam a tábua através da máquina; e uma mesa de trabalho que é ajustável em relação à cabeça de corte de modo a determinar a espessura final da tábua. Alguns modelos de desengrossadeira portátil possuem design invertido, onde a mesa de trabalho é fixa e a cabeça de corte é ajustável.
Desengrossadeiras industriais são capazes de aceitar tábuas muito largas e podem remover grandes quantidades de material numa única passada. Essas máquinas são impulsionadas por motores poderosos e são construção muito robusta. Nos últimos tempos, uma gama de desengrossadeiras portáteis foi disponibilizada ao mercado usando motores do tipo universal, que são mais baratos, porém mais barulhentos que os motores de indução comumente usados em máquinas industriais.
Em operação, a mesa da desengrossadeira é ajustada para a espessura desejada e a máquina é então ligada. A tábua é inserida na máquina até que faça contato com os roletes que, então, prendem a madeira e passam a conduzi-la através da máquina. As lâminas removem material da tábua enquanto ela passa pela cabeça de corte até que os roletes empurrem a tábua até o final e para fora da máquina.
Para produzir uma tábua que seja reta e de espessura uniforme em todo o seu cumprimento com a desengrossadeira, é necessário que se inicie o processo com uma tábua que possua ao menos uma superfície plana para ser usada como referência.
A tábua é inserida na máquina com a superfície plana virada para o lado contrário ao da cabeça de corte, que remove material do lado oposto ao da superfície plana, de modo que o lado trabalhado na máquina fique paralelo ao lado de referência. Se o lado de referência não estiver plano, os roletes vão pressionar a tábua contra a mesa, deformando a tábua.